# Стенберг Володимир Августович
Володимир Августович Стенберг (рос. Владимир Августович Стенберг; нар. 4 квітня 1899, Москва — пом. 1 травня 1982, Москва) — російський радянський графік, сценограф, плакатист; член Об'єднання молодих художників (ОБМОХУ) у 1919—1923 роках, Лівого фронту мистецтва (ЛЕФу) у 1923—1925 роках, представник конструктивізму. Брат художника Георгія Стенберга.

## Біографія
Народився 23 березня [4 квітня] 1899 року в місті Москві. У 1912—1917 роках навчався в Строгановському художньо-промисловому училищі на відділеннях карбування, розпису по емалі і фарфору, театрально-декораційного мистецтва у Володимира Єгорова, Павла Кузнєцова, Олександра Янова. У 1917—1920 роках продовжив навчання в перших державних вільних майстернях на відділенні монументального живопису, скульптури, архітектури, графіки у Георгія Якулова.
У 1921—1924 роках працював у Інституті художньої культури; у 1922—1931 роках виступав в якості художника-постановника в Камерному театрі Таїрова; з 1924 року — у «Радкіно», працював над кіноплакатами. У 1928—1962 роках — головний художник-оформлювач Красної площі до святкових урочистостей (спільно з братом); у 1928—1932 роках — головний художник Дніпробуду; у 1928—1933 роках — головний художник Центрального парку культури та відпочинку імені М. Горького. У 1930—1933 роках викладав в Московському архітектурно-будівельному інституті, доцент кафедри рисунка. Після смерті брата у 1933 році продовжив працювати Головним художником Красної і Радянської площ, Головним художником Мосради. В 1941 році працював головним художником Музею В. В. Маяковського в Москві. У 1949—1952 роках — головний художник «Мосміськоформлення».
Помер у Москві 1 травня 1982 року.

## Творчість
У 1915 році виконав декорації для вистав в кіноательє Одександра Ханжонкова, в Київському театрі оперети. В 1916 році працював над оформленням театральних вистав у Москві. У 1918—1921 роках займався оформленням театральних вистав, святковим оформленням міста, оформленням виставок, робив афіші, квітоконструкціі, індустріальні моделі. У 1920 році виконував агітаційні плакати для фронту. У 1923 році брав участь в оформленні павільйонів Всеросійської сільськогосподарської і кустарно-промислової виставки в Москві. У 1941—1945 роках створював плакати для фронту. Після війни робив діорами.
Працюючи в «Радкіно» разом з братом створив біля 300 плакатів до радянських і зарубіжних кінофільмів. Свої роботи брати підписували «2-СТЕНБЕРГ-2». Серед робіт кіноплакати до фільмів:
- «Броненосець Потьомкін» (1925);
- «Очі кохання» (1925);
- «Без п'яти п'ять» (1925);
- «Справа Блеро» (1925);
- «Стальний капітан» (1925);
- «Робін Гуд» (1925);
- «Прекрасна Нівернеза» (1925);
- «Карін-Інгмарова дочка» (1925);
- «Кумир публіки» (1925);
- «Провінціал» (1925);
- «Два претендента» (1925);
- «Дитя ринку» (1925);

Плакат до фільму «Арсенал».

- «Шоста частина світу» (1926, у співавторстві з Олександром Наумовим);
- «Процес про три мілліона» (1926);
- «Дівчина із провінції» (1926);
- «Катастрофа» (1926);
- «За законом» (1926, у співавторстві з Яковом Руклевським);
- «Кабінет воскових фігур» (1926);
- «Відрізані від світу» (1926);
- «Пригоди підкидька» (1926);
- «Чашка чаю» (1926);
- «Нініш» (1927);
- «Княжна Мері» (1927, у співавторстві з  Яковом Руклевським);
- «Мілорд Мак Грю» (1927);
- «Крізь полум'я» (1927);
- «Хід конем» (1927);
- «Папашин синок» (1927);
- «Кафе Фанконі» (1927);
- «Спритні ділки» (1927);
- «Плітка» (1928);
- «Шлюб на парі» (1928);
- «Зло світу (нетерпимість)» (1928);
- «Поліцейський» (1928);
- «Олівець Мосполіграф» (1928);
- «Проданий апетит» (1928);
- «Одинадцятий» (1928);
- «Цемент» (1928);
- «Спортивна лихорадка» (1928);
- «Джиммі Хіггінс» (1929);
- «Привід, який не повертається» (1929);
- «Людина з кіноапаратом» (1929);
- «Арсенал» (1929);
- «Навесні» (1929);
- «Генерал» (1929);
- «Уламок імперії» (1929);
- «Земля» (1930);
- «Опіум» (1930);
- «Товариш дирижабль» (1931);
- «Броненосець Потьомкін» (1935, у співавторстві з Лідією Стенберг).

Крім кіноплакатів в другій половині 1920-х брати створили невелику кількість плакатів і в інших жанрах реклами: видавничі, політичні («Опіум», 1930; «Товариш дирижабль», 1931), театральні та циркові.
В 1930-х роках Володимир створив агітаційні плакати:
- «Будьмо гідними синами і дочками нашої великої партії Леніна — Сталіна» (1935);
- «Весь радянський народ буде голосувати за подальше зміцнення наших доблесних Червоної Армії і Військово-Морського Флоту!» (1938);
- «Хай живе всесоюзна комуністична партія / Більшовиків / — передовий загін трудящих СРСР!» (1938)[8].

Разом з братом втілював в графіку проєкти таких архітекторів, як брати Весніни, Микола Ладовський, Микола Коллі і Аркадій Мордвинов.
Брати разом виставлялися в колі художників-авангардистів з 1919 року; брали участь у:
- Першій Російської виставці в Берліні у 1922 році;
- Всесвітній виставці в Парижі у 1925 році;
- Першій всесоюзній виставці плаката «Плакат на службі п'ятирічки», яка відкрилася навесні 1932 року в Москві в приміщенні Третьяковської галереї;
- Виставці «Художники РРФСР за 15 років. 1917—1932», яка пройшла в Ленінграді і Москві у 1932—1933 роках[8].

## Відзнаки
- Срібна медаль на Міжнародній виставці декоративних мистецтв у Парижі по розділу театрально-декораційного мистецтва (1925);
- Перша премія на конкурсі святкового оформлення Красної площі у Москві (1928);
- Премія на конкурсі проєктів Будинку Рад (початок 1930-х)[7].